# الإقليم التركماني العراقي
الإقليم  العراقي والمعروف أيضًا باسم توركمن ايلى، وتاريخيًا باسم تركمانيا، (بالتركية، "أرض العراق") هو مصطلح سياسي يستخدم لتحديد مساحة واسعة من الأراضي التي سيطر عليها تركمان العراق تاريخيًا وكان لها عدد سكان مهيمن. يشمل هذا المصطلح الأراضي التركمانية الممتدة من حدود العراق مع تركيا وسوريا بشكل قطري أسفل البلاد حتى الحدود مع إيران.
على وجه الخصوص، يعتبر التركمان أن عاصمة تركمان ايلي هي مدينة كركوك المتنازع عليها وتشمل حدودها أيضًا تلعفر والموصل (ثاني أكبر مدينة في العراق) وأربيل (عاصمة إقليم كردستان العراق) ومندلي وطوز خورماتو. وفقًا ليام أندرسون وغاريث ستانسفيلد، فإن مصطلح "Turcomania" المشتق من الانجليزية من "Turkmeneli" يظهر على خرائط المنطقة التي نشرها ويليام جوثري وأدولف ستيلر، ومع ذلك، لا توجد إشارة واضحة إلى تركمانلاند حتى نهاية القرن العشرين.

## تاريخ
يشكل التركمان نسبة13% بالمائة من سكان العراق ويمثل مناطق تركزهم السكني في مدن تلعفر وطوز خورماتو وكركوك وداقوق والتون كوبري وباعداد اقل في اربيل والموصل وديالى ويتواجد عدد كبير من التركمان في العاصمة العراقية بغداد حكم التركمان العراق ستة مرات من خلال الدول التركمانية ومنهم السلاجقة والعثمانيين والصفويين والقرقوينلويون، إلا انهم بعد سقوط الدولة العثمانية وتشكيل الحكم الملكي ثم الجمهوري في العراق، تعرضوا إلى التهميش من قبل الحكومات المتتالية رغم اعتماد الدولة العراقية الناشئة على كفاءات تركمانية.
يعتبر نوري سعيد باشا من بين مؤسسي الدولة العراقية وهو من أصول تركمانية، إلا أن رغبة المستعمر كانت تهميش التركمان خوفا "من ميول التركمان وبالأخص تركمان الموصل إلى ترجيح تركيا على العراق في اختيارهم أثناء استمرار مشكلة الموصل وبعد حسم ملف مشكلة الموصل سنة 1926، بقيت المعادات نفسها، وبعد انهيار الملكية استمرت الحالة على ما هو عليه. إلا أن التركمان حافظوا على لغتهم وثقافتهم في هذه المناطق الواسعة داخل الحدود العراقي اليوم رغم كل تلك المصاعب، واللغة التركمانية أيضا "تعرضت إلى الانتقاص والمنع من المداولة بين التركمان، حيث أن التركماني كان يمنع أن يتكلم بلغته في أيام حكم حزب البعث في الدوائر الرسمية والمحاكم والمستشفيات، ومنع الإصدارات والمطبوعات باللغة التركية والحروف اللاتينية، حتى أن الاغاني التركمانية والتركية كانت تمنع من التداول بين فترة وأخرى. اللهجة التركمانية المتداولة بين التركمان في تركمان إيلي هي نفس اللهجة في الأفعال والأرقام والأيام ولا تختلف اللهجة بين تركمان الموصل وتركمان ديالى، أو بين تركمان تلعفر وكركوك.

## الاقتصاد
يعتمد اقتصاد الإقليم التركماني العراقي أولا "على الزراعة بشكل أساسي فهذه الأراضي منتجة للحنطة والشعير والذرة والتمور والزيتون والرمان والتين وأنواع أخرى من الفاكهة والخضراوات، وعلى التجارة ثانيا "باعتبارها تحتوي على خمسة مرازات تجارية وصناعية هي الموصل وتلعفر وكركوك وأربيل وطوز خورماتو، وهي تربط حدود إيران مع حدود سوريا وتركيا، بالإضافة إلى احتواءها على جامعات عدة وهي جامعة تلعفر وطوز خورماتو وجامعة كركوك واربيل، أما النفط والغاز فهي تحتوي على أكبر احتياطي من احتياطات العراق من ناحية المخزون ومن ناحية الإنتاج، تعد الموصل وكركوك من بين أغزر المناطق المنتجة للنفط والغاز.

## معرض صور

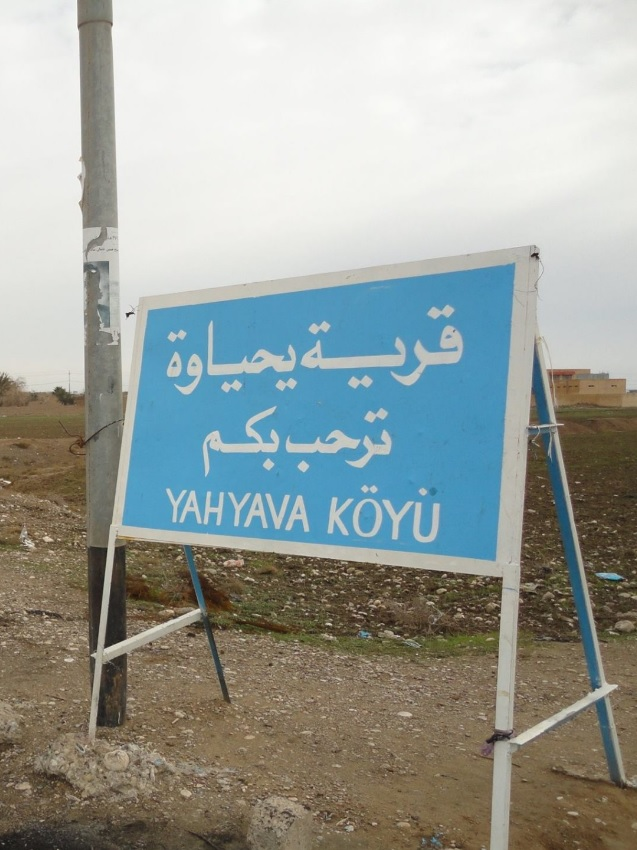
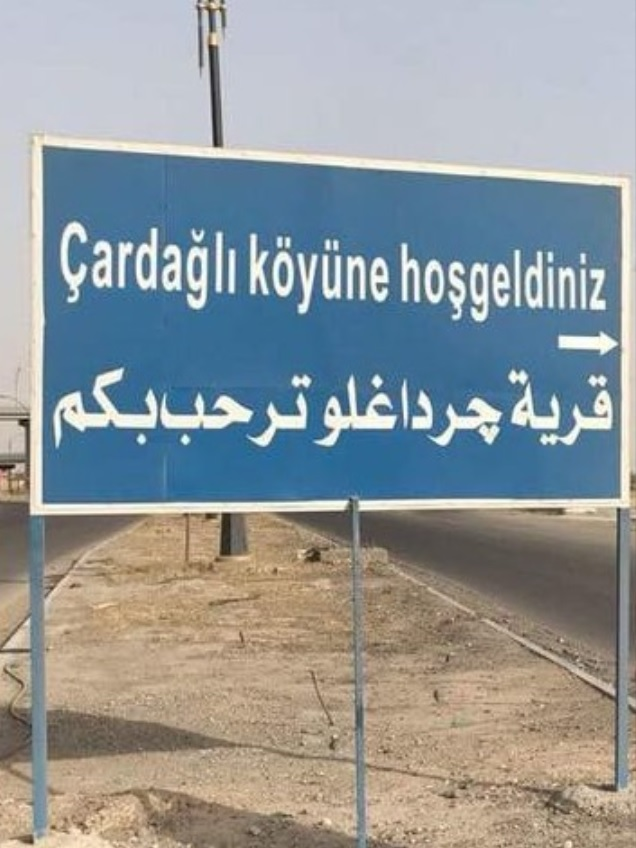
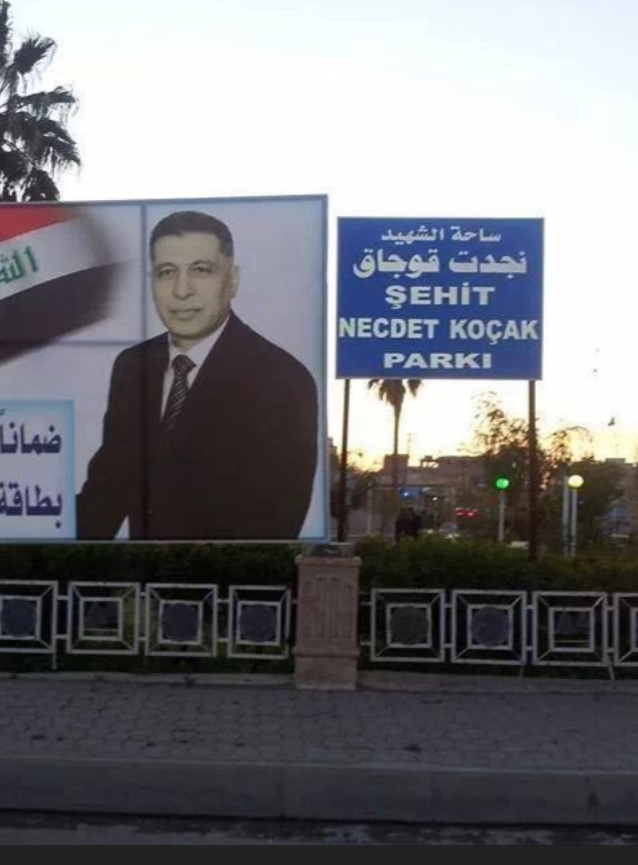